# Исламска филозофија
Исламска филозофија је филозофија која полази од исламских верских догми, односно од објављених истина вере, као својих претпоставки.
Исламска филозофија се понајвише бави човековим односом с Богом, односом вере и ума, питањима слободе воље, предодређења, греха, благодати, спасења и загробног живота.
Исламска филозофија је имала велики утицај у хришћанској Европи, где је превод арапских филозофских текстова на латински „довео до трансформације готово свих филозофских дисциплина у средњовековном латинском свету”, с тим што се посебно снажан утицај муслиманских филозофа осетио у природној филозофији, психологији и метафизици.

## Школе и правци исламске филозофије
Скоро сви писци историју исламске филозоије деле у три филозофске школе:
1. Перипатетичка филозофска школа;
2. Илуминативна филозофска школа;
3. Трансцендентна филозофска школа.[3]

### Перипатетичка филозофска школа
Перипатетичка школа у исламу означава заправо исламску филозоску традицију која потиче од Аристотела. Њени најпознатији представници јесу Фараби и Ибн Сина, познати по томе што су изванредно коментарисали и проширили Аристотелову филозофију у исламском свету. Битна карактеристика ове школе јесте то што се она искључиво ослања на рационалну аргументацију.

### Илуминативна филозофска школа
Након перипатетичке школе, исламски филозофи на челу са Сухравардијем, познатим као Шејх Ишрак, окренули су се различитој, унапређеној филозофској методи, тако што поред рационалног аргументовања показују склоност духовном усавршавању и интуитивним сазнањима. Према мишљењу представника илуминативне филозофије, интуиција прочишћене душе доспева до вишег и квалитетнијег нивоа знања јер душа разоткрива саму истину, а не појмове који указују на њу. Ови филозофи били су обазриви спрам тога да очувају филозофске оквире својих студија и због тога су се јасно придржавали методе рационалног аргументовања као основне методе филозофије.

### Трансцендентна филозофска школа
Трансцендентна филозофија посебна је по томе што су у њој спектакуларно обједињени многи аспекти онтолошких резултата који су се до тада појавили у исламском свету – како у филозофским школама тако и у гностичкој и теолошкој исламској мисли. Представљајући нове филозофске принципе, Мула Садра Ширази, оснивач трансцендентне филозофије, разрешио је несугласице које су делиле перипатетичку и илуминативну филозофску школу. Поред тога, он је такође умногоме приближио филозофска гледишта теолошким и посебно гностичким интелектуалним и сазнајним резултатима. Стога, методолошка специфичност његове школе крије се управо у томе што један представник тренсцендентне филозофије својим филозофским истраживањима нуди решења за питања која истовремено обухватају све филозофске, гностичке и теолошке расправе. Управо због оваквог приступа, Мула Садрина школа носи назив трансцендентна филозофија јер она надилази и обједињује све остале рационалне школе и токове у исламу.

## Развој

### Ал-Фараби
Ал-Фараби (око 870—950) је био један од првих филозофа који су пренели Аристотелову логику у исламски свет. Исцрпно је коментарисао Аристотелове списе из логике, и развио Аристотелов опис интелекта. С аристотелизмом покушава да повеже и неке новоплатонистичке тезе. Његово дело „Град врлина“ представља верзију Платонове „Државе“, која је опис идеалног друштва где цветају све врлине.

### Ибн Сина
Ибн Сина (латинизовано: Авицена) (980—1037) је био водећи персијски исламски филозоф и свестрани научник. Своју филозофију је већим делом темељио на аристотелизму и неоплатонизму, који је покушавао да споји са исламским верским представама. Он сматра да је задатак филозофије да осветли и докаже истине које је Бог објавио. Ибн Сина је заступао метафизичко учење према којем процес светског збивања нема почетка ни краја у времену. Према Авицени „дахр“ је непролазни тренутак у којем се распростире Божја присутност, тј. оно што је похрањено у унутрашњости времена и што у себи садржи непрекидно трајање (та'рифат). Он тврди да је принцип појединачности материја, а принцип општости ум. Стога сматра да је истинска спознаја немогућа без космичког ума, који је јединствен код свих људи. У питању око универзалија, Абу-Али Ибн Сина је умерени реалиста: за њега општи (универзалије) појмови постоје пре ствари, у стварима и иза ствари (лат. ante res, in rebus i post res). Тако божански ум претходи стварима, док људски ум долази после њих. Главно Авиценино дело, велика филозофска енциклопедија, подељена је на логику, физику, математику и метафизику. По наређењу калифа спаљена је 1160. у Багдаду.

### Ал-Газали
Ал-Газали (1058—1111), познат као Алгазел у средњовековној Европи, је био исламски филозоф, теолог, правник, психолог и мистик персијског порекла. Ал-Газали се памти као борац за превласт искуственог над умним знањем и откровења над резоновањем. У филозофији, повезивао је спознајнотеоријски скептицизам и новоплатонске елементе с исламским теолошким учењем, на основу којег критикује целокупну филозофију. Посебно је занимљиво његово радикално одбацивање узрочности и тврдња о непостојању нужне везе између узрока и последице. У том је смислу претеча каснијим скептичким и оказионалистичким системима.

### Ибн Рушд
Ибн Рушд (латинизовано: Авероес) (1126—1198) је био андалузијско-арапски филозоф и лекар, учитељ филозофије и исламског права, математике, и медицине. Аристотела је проучавао скоро три деценије, и написао је коментаре за скоро сва његова дела, изузев његове Политике, којој није имао приступ. Пре 1150. је постојало само неколико преведених Аристотелових дела у западној Европи. Кроз латинске преводе Авероесових дела у 12. веку, на запад се вратило Аристотелово учење. Тома Аквински је Авероеса једноставно називао „Коментатором“ као што је Аристотела називао „Филозофом“. Његово најзначајније оригинално филозофско дело је Недоследност недоследности (Tahafut al-tahafut), у коме је бранио аристотеловску филозофију од ал-Газалијевих тврдњи у Недоследности филозофа (Tahafut al-falasifa). Авероес је покушавао да помири аристотеловски начин мишљења са исламом. Према Авероесу, не постоји сукоб између религије и филозофије, већ човек може доћи до истине на два различита начина: путем филозофије или путем религије. Веровао је у вечност универзума и у постојање пре-постојећих форми.

### Ибн Араби
Ибн Араби (1165—1240) је био средњовековни арапски филозоф, суфи мистик и песник из Андалуза. У филозофији је остао понајвише упамћен по свом онтолошком учењу о јединству бића (ар. Wahdat-ul-Wujood) и заступању идеје о трансцендентном јединству свих религијских форми. Ибн Араби је настојао да оствари синтезу западне и источне мистичне филозофије, користећи разнородне изворе - Куран и исламску традицију, неоплатонизам, суфизам, хришћански мистицизам, јеврејске писце кабалистичке традиције и слично. Због тога је од заступника правоверног ислама често проглашаван за јеретика и неверника.

### Ибн Халдун
Ибн Халдун (1332—1406) је био средњовековни арапски историчар и филозоф који је живио и стварао у Тунису. У његовој филозофији је значајна теорија о цикличном схватању историје. Ту своју теорију представио је у делу „Општа историја“ светске цивилизације које се састоји из седам томова. Он је веровао да се циклуси мењају сваких 120 година. Ибн Халдун по први пут разграничава државу од друштва, чиме се разликује од грчке филозофије. Халдун помоћу начина производње објашњава и настанак државе.